# 戰地鐘聲
《戰地鐘聲》（英語：For Whom the Bell Tolls，或譯作《喪鐘為誰而鳴》），是美國知名作家歐內斯特·海明威於1940年出版的小說。
該小說與《太陽依舊升起》、《戰地春夢》和《老人與海》同樣被認為是海明威最好的作品之一。

## 故事情节
《丧钟为谁而鸣》描寫了一九三七年的西班牙內戰。以美国人参加西班牙人民反法西斯战争为题材，是海明威的代表作之一。故事讲述的是美国青年罗伯特·乔丹在大学里教授西班牙语，对西班牙有深切的感情。他志愿参加西班牙第二共和国政府军，在敌后进行爆破活动。为配合反攻，他奉命和地方游击队联系，完成炸桥任务。他争取到游击队队长巴勃罗的妻子比拉尔和其他队员的拥护，鼓励了已丧失斗志的巴勃罗，并按部就班地布置好各人的具体任务。在纷飞的战火中，他和比拉尔收留一个遭受过战场性暴力的姑娘玛丽亚坠入爱河，藉此抹平了玛丽亚心灵的创伤。在这三天中，罗伯特历经爱情与职责的冲突和生与死的考验，人性不断升华。在炸完桥撤退的时候，自己却被敌人打伤了大腿，独自留下阻击敌人，最终为西班牙人民献出了年轻的生命。

## 主要人物
- 羅伯特·喬丹（Robert Jordan）：美國大學西語青年教授，自願参加西班牙人民反法西斯戰爭。
- 安瑟莫（Anselmo）：一位老年的嚮導，一直跟隨著羅伯特。
- 瑪麗亞（María）：在西班牙戰火中受欺凌的烽火佳人。
- 巴勃羅（Pablo）：西班牙游擊隊的隊長
- 比拉爾（Pilar）：巴勃羅的妻子。
- 艾爾·索多（El Sordo）：另一支游擊隊的領袖，與巴勃羅等人在不同的山頭。

## 中文譯本
本部小說書名翻譯，臺灣譯名多用《戰地鐘聲》，中國大陸多譯《喪鐘為誰而鳴》，或有用《戰地鐘聲》者
- 《戰地鐘聲》，彭思衍譯，臺北大中國出版，1953年
- 《戰地鐘聲》，宋碧雲譯，臺北遠景出版，1979年6月
- 《戰地鐘聲》，德瑋、增瑚譯，北京地質出版社，1982年
- 《戰地鐘聲》，林正義譯，臺北逸群圖書出版，1982年5月
- 《戰地鐘聲》，程中瑞譯，上海譯文出版社，1993年4月
- 《戰地鐘聲》，劉瑞綿譯，臺北帝尹傳播出版，1996年
- 《戰地鐘聲》，柏麗編譯，南方出版社，2006年5月
- 《喪鐘為誰而鳴》，林和生譯，新星出版社，2009年1月
- 《戰地鐘聲》，傅心荃譯，臺北風雲時代出版，2011年7月
- 《喪鐘為誰而鳴》，韓忠華譯，長沙湖南文藝出版社，2012年1月
- 《喪鐘為誰而鳴》，佟瑩譯，長沙湖南文藝出版社，2012年4月
- 《喪鐘為誰而鳴》，陳燕敏譯，北方文藝出版社，2013年1月
- 《喪鐘為誰而鳴》，吳建國譯，長江文藝出版社，2014年2月
- 《戰地鐘聲》，陳榮彬譯，臺北木馬文化出版，2016年10月

## 改編作品

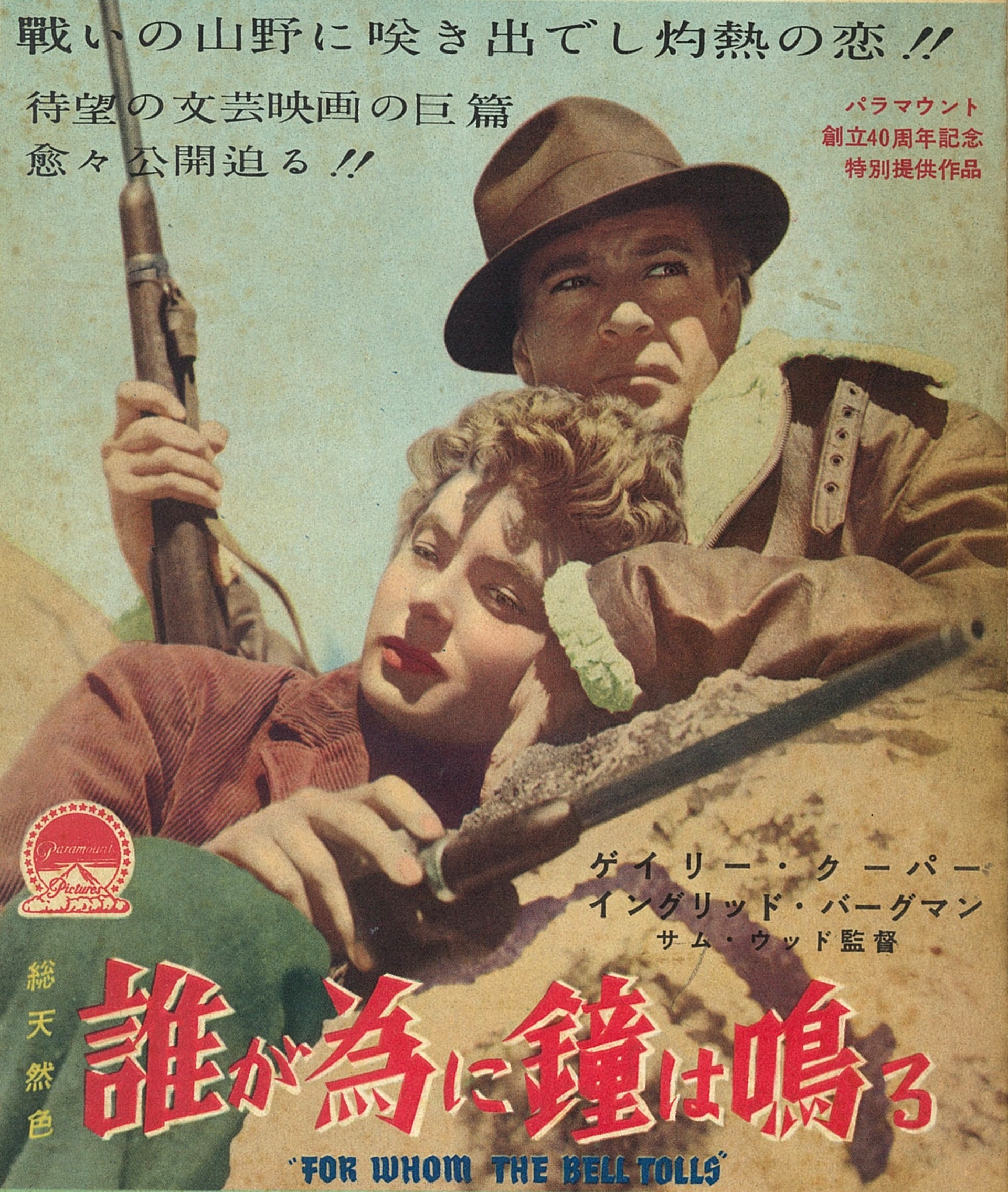
1943年美國電影《戰地鐘聲》的日本海報

- 《戰地鐘聲》，1943年電影，由山姆·伍德（英语：Sam Wood）執導，主演是賈利·古柏和英格麗·褒曼，本片獲得奧斯卡最佳影片等九項提名，並由卡汀娜·帕辛歐獲得最佳女配角獎。
- 2012年電影《戀上海明威》描繪了在西班牙內戰期間海明威在西班牙的時光，當時他正在完成《戰地鐘聲》，以及他與美國小說家、旅行作家、戰地記者瑪莎·蓋爾霍恩的關係。[1]